# Fevzi Aksoy
Fevzi Aksoy (Esmirna, 1 de mayo de 1930-28 de marzo de 2020) fue un periodista deportivo, médico, neurólogo y académico turco. 

## Biografía
Se graduó de la preparatoria Pertevniyal en 1947. Continuó su educación en la Facultad de Medicina de la Universidad de Estambul y se graduó en 1953. Recibió el título de Profesor Asociado en 1968 y profesor en 1982. Trabajó en electroencefalografía y epilepsia en Alemania entre 1960-1967.
Trabajó en la Clínica de Psicología de la Universidad de Estambul y luego trabajó como jefe del Departamento de Salud, Cultura y Deportes de la Universidad de Estambul. Posteriormente trabajó como miembro académico de la Academia de Deportes Anatolia de Estambul, la Academia de Salud Eskişehir y la Escuela de Deportes de la Universidad de Estambul. Comenzó el periodismo en 1957 y trabajó como columnista deportivo en Milliyet 1967. Era un escritor habitual en las columnas A través de los ojos de un psicólogo y Fuera de línea. Se retiró de la universidad en 1997. Durante su carrera, también se desempeñó como presidente de la Junta del Hospital Alemán, estuvo a cargo del Departamento de Neurología en el Hospital Haseki y trabajó como jefe del Centro Social Médico de la Universidad de Estambul.

## Muerte
Su fallecimiento fue dado a conocer el 28 de marzo de 2020 debido a complicaciones de COVID-19 causado por el virus del SARS-CoV-2 durante la pandemia de enfermedad por coronavirus. Según el columnista del periódico Sabah, Gürcan Bilgiç, fue infectado con la enfermedad en una clínica en Osmanbey. Fue enterrado en el cementerio de Kilyos.

## Premios
El 16 de febrero de 1990, Aksoy recibió la insignia de la Orden del Mérito de la República Federal de Alemania cuando era el jefe del Departamento de Salud, Cultura y Deportes de la Universidad de Estambul y miembro de la Facultad de Medicina de Cerrahpaşa. El premio le fue otorgado por el Cónsul General Müller Chorus en el Consulado General de Alemania en Estambul. El 25 de octubre de 2001, el Comité Olímpico Turco le otorgó el "Premio de la Antorcha Olímpica 2000". Mereció el derecho a recibir el "Premio de Medicina Deportiva Prof. Dr. Kaya Çilingiroğlu" en la ceremonia celebrada en la Casa Olímpica. También recibió la condecoración de honor por servicios a la República de Austria.